# Laienvereinigung Memores Domini
Die Laienvereinigung Memores Domini ist eine Vereinigung von Gläubigen in der römisch-katholischen Kirche. Die Laienvereinigung wurde 1964 in Mailand (Italien) gegründet und 1988 vom Heiligen Stuhl als eine internationale Vereinigung von Gläubigen päpstlichen Rechts anerkannt. Sie zählt weltweit etwa 1.600 Mitglieder und 400 Novizen, die auf 32 Länder verteilt sind.

## Geschichte
Die Ausgangsidee zur Gründung der Laienvereinigung lag im Umfeld der „Gioventù Studentesca“, einer Schülerjugend, die innerhalb der Katholischen Aktion entstanden war. Ihr geistiger Vater war Ende der 1960er-Jahre Don Luigi Giussani, der Gründer der Comunione e Liberazione. Seit 1968 entwickelte sich hieraus die „Gruppo Adulto“ zu einer eigenständigen Gruppe von Erwachsenen; sie strebte an, in Gemeinschaften leben zu wollen. Es gründeten sich die ersten „Familien“. Nachdem sich die Laienfamilien über Italien und im Ausland verbreitet hatten, erkannte 1981 der Bischof Enrico Manfredini von Piacenza die Vereinigung als eine Vereinigung bischöflichen Rechts an. Am 8. Dezember 1988 erhielt Memores Domini das Anerkennungsdekret vom Päpstlichen Rat für die Laien und wurde als eine internationale Vereinigung von Gläubigen päpstlichen Rechts in das offizielle Register eingetragen.

## Wortherkunft
Das lateinische „Memores Domini“ bedeutet „des Herren eingedenk“ (Plural); gemeint sind Menschen, die im Gedächtnis des Herrn (ein Hoheitstitel Jesu Christi) leben. Im erweiterten Sinne wird es von den Worten „Tut dies zu meinem Gedächtnis“ abgeleitet, welche im Nachsatz zu den Einsetzungsworten gesprochen werden (Lk 22,19 ; 1 Kor 11,24–25 ).

## Selbstverständnis
In Anlehnung an die geistliche Gemeinschaft Comunione e Liberazione, aus denen sich die Mitglieder rekrutieren, haben sich Menschen zusammengeschlossen, deren Berufung die gänzliche Hingabe an Gott ist. Sie leben nach den Evangelischen Räten und haben sich für ein Leben in Gemeinschaften entschlossen. Ihre Geistlichkeit ruht auf zwei Elementen: der Betrachtung als ein tendenziell kontinuierliches Gedächtnis an Gott und der Mission Christus im Leben zu verkünden, wobei sie mitten unter den Menschen leben wollen.
Aus diesem Grund leben die Mitglieder gemeinschaftlich in Häusern, Frauen und Männer getrennt. Zu ihren Regeln zählt die Stille, das persönliche und gemeinsame Gebet, Armut, Gehorsam und Nächstenliebe. Die Mitglieder, die bereits ihr Gelübde abgelegt haben, nehmen viermal im Jahr an Einkehrtagen und einmal im Jahr an geistlichen Exerzitien teil. Neue Mitglieder begeben sich in ein fünfjähriges Noviziat, sie nehmen monatlich an Katechesen und Einkehrtagen teil und legen danach ihr Gelübde ab.

## Mater Ecclesiae
Nach seinem Rücktritt vom Amt des Papstes bezogen der emeritierte Papst Benedikt XVI. und sein Privatsekretär Georg Gänswein einen Wohntrakt im vatikanischen Haus Mater Ecclesiae. Den Haushalt leiteten vier Haushälterinnen, die Mitglieder der Memores Domini sind.

## Organisation und Ausweitung
Kern und Lebensmittelpunkt der Mitglieder sind die Gemeinschaftshäuser, in ihnen leben die „Familien“. Auch Einzelmitglieder können dort aufgenommen werden. Derzeit zählt die Vereinigung 1.600 Mitglieder und 400 Novizen, die sich weltweit auf 32 Länder verteilen: in Afrika und Asien jeweils drei Länder, in Europa 13 Länder, Mittlerer Osten ein Land, Nordamerika vier Länder und Südamerika sieben Länder. Ihren Hauptsitz hat die Vereinigung in Rom, während das Sekretariat in Mailand beheimatet ist. Die Leitung der Memores Domini erfolgt durch einen Vorstand, der einen Vorsitzenden wählt, zum erweiterten Vorstand gehört der vom Päpstlichen Rat für die Laien bestellte Kirchliche Assistent. 
2020 veranlasste der Vatikan eine Prüfung der Statuten der Gemeinschaft, vor allem hinsichtlich einer sorgfältigen „Trennung zwischen dem Bereich der Leitung der Vereinigung und der geistlichen Begleitung ihrer Mitglieder“ und einer Gewährleistung der Privatsphäre und der persönlichen Freiheit der Mitglieder. Es muss gewährleistet sein, dass Priester Mitgliedern der Gemeinschaft nicht die Beichte abnehmen dürfen, die ihnen in direkter Leitungsverantwortung unterstellt sind; unzureichende Trennung von persönlichem Gewissensbereich (etwa in der Beichte, bei der Geistlichen Begleitung oder in therapeutischen Situationen) und dem Bereich von Leitung und anderen Angelegenheiten der Gemeinschaft gilt als ein Anzeichen geistlichen Missbrauchs. Am 24. September 2021 ernannte der Papst den Erzbischof von Tarent Filippo Santoro zu seinem Sondergesandten, übertrug ihm bis auf weiteres alle Leitungsgewalt der Vereinigung und löste die bisherige Leitung auf.